# Проєкт «А»
Проєкт «А» (англ. назва Project A) — гонконгський фільм з Джекі Чаном, Саммо Хунгом і Єн Біяо в головних ролях. Фільм вийшов на екрани у 1983 році.

## Сюжет
Дія розгортається в Гонконзі на початку ХХ століття. Джекі Чан грає роль моряка-прикордонника (морська поліція), який у складі спеціального загону упродовж декількох місяців марно намагається протистояти піратам, котрі нападають на різні морські судна. На самому початку фільму в одному з барів відбувається колотнеча між звичайними поліцейськими і прикордонниками, які недолюблюють один одного. В цей час пірати висаджують в повітря два кораблі морської поліції.

## В ролях
- Джекі Чан — сержант берегової охорони Дракон Ма
- Єн Біяо — інспектор Хун
- Саммо Хунг — Фей
- Дік Вей — Ло Сем По, капітан піратів
- Кван Хой-сан — капітан Чі
- Денні Трехо — Ло Сем Пау (голос)

## Джекрела
Проєкт «А» [Архівовано 16 березня 2010 у Wayback Machine.]
1. ↑  Person Profile // Internet Movie Database — 1990.